# Culture de Cishan
Sauf précision contraire, les dates de cet article sont sous-entendues « avant l'ère commune », c'est-à-dire « avant Jésus-Christ ».
La culture de Cishan-Beifudi (chinois 磁山文化) (vers 6500-5000 avant l'ère commune) est une culture archéologique qui correspond à l'une des premières cultures néolithiques de la Chine. Découverte en 1976, dans le district de Wu'an, au Hebei en Chine. Avec la chasse et la cueillette on y a commencé à pratiquer la culture du millet des oiseaux. C'est, avec la culture de Peiligang (qui sont associées souvent en une unique culture de « Cishan-Peiligang ») l'une des cultures qui a précédé la culture de Yangshao (4500 à 3000), dans la Plaine centrale de Chine.
Elles ont été précédées par une longue période de néolithisation dispersée et sans continuité, sans « progression constante », avec d'éventuels retours à la chasse et à la cueillette sans aucun essai de culture.

## Historique des découvertes, localisation, périodisation

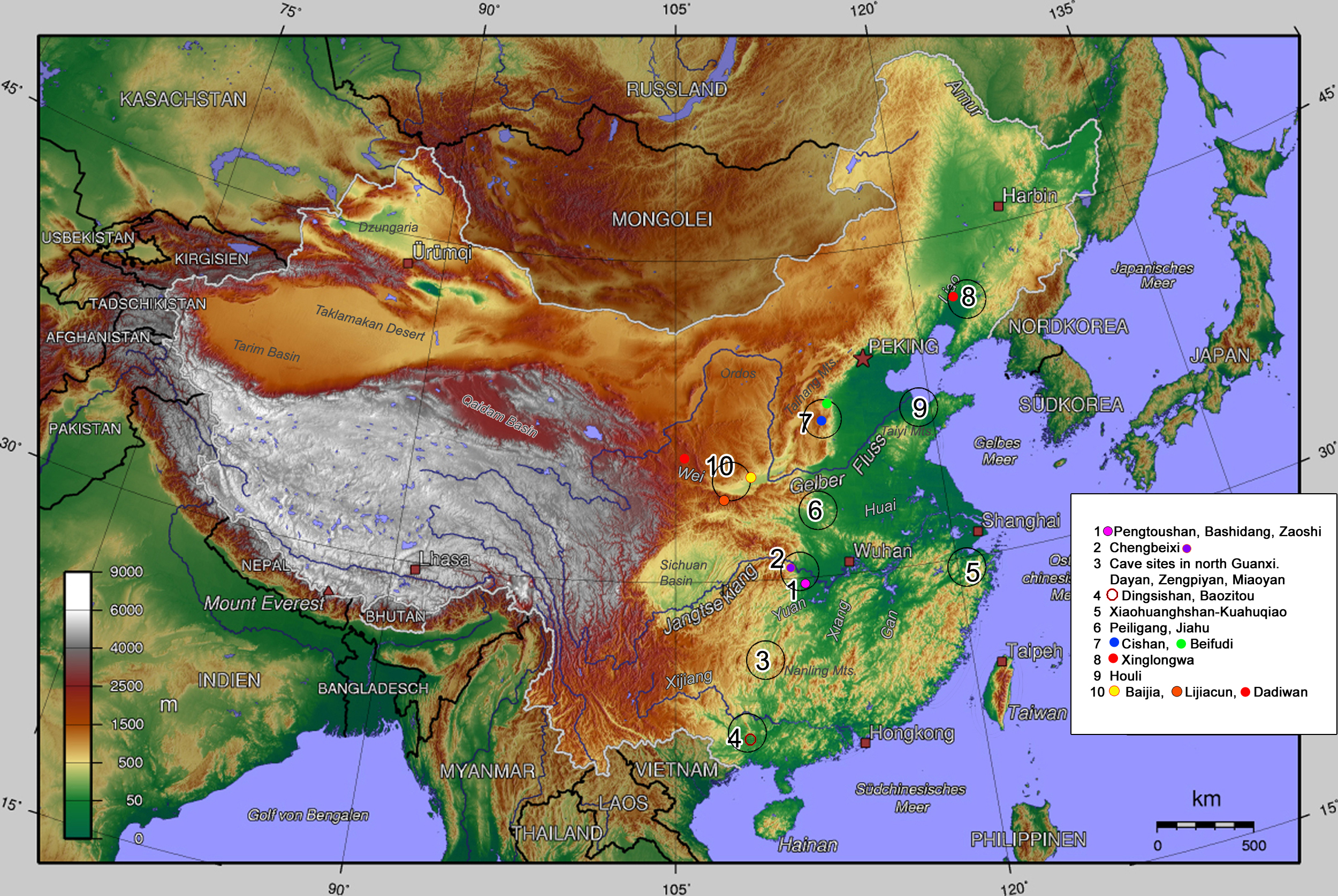
Néolithisation et premières cultures néolithiques en Chine

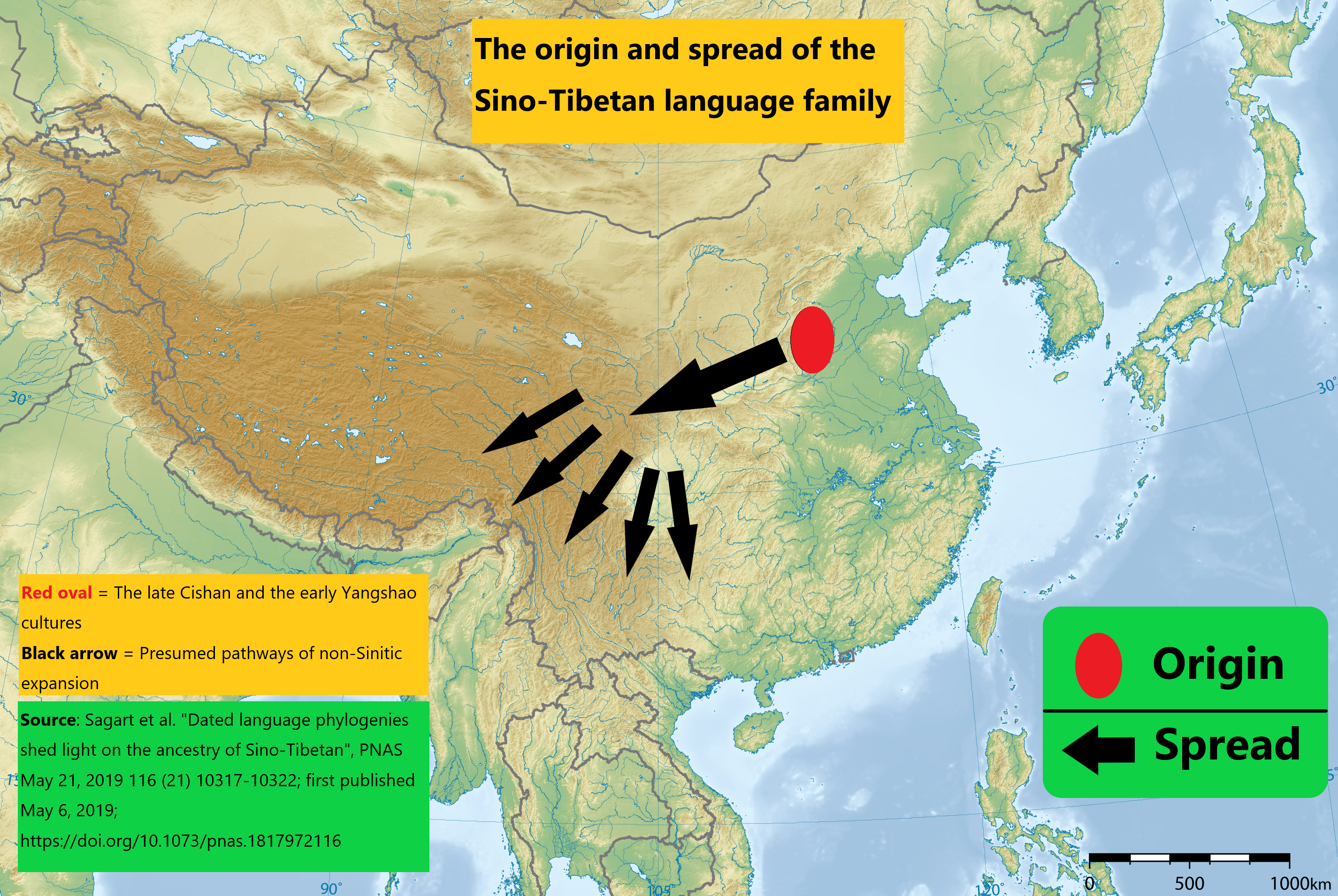
L'origine et la diffusion des langues sino-tibétaines. L'ovale rouge représente la fin des cultures Cishan et les premières cultures de Yangshao. Les flèches noires représentent les voies présumées de l'expansion non sinitique. Après avoir appliqué la méthode comparative linguistique à la base de données de données linguistiques comparatives développée par Laurent Sagart en 2019 pour identifier des correspondances sonores et établir des apparentés, des méthodes phylogénétiques sont utilisées pour déduire des relations entre ces langues et estimer l'âge de leur origine et de leur patrie.

La culture de Cishan a été ainsi nommée après la découverte du site de Cishan, dans le district de Wu'an, au Hebei, en 1976. 
Cette culture se situe dans la Grande Plaine du Nord de la Chine, à l'Est des monts Taihang. Les autres sites importants incluent Beifudi et Shangpo. Cette culture est associée à un ensemble beaucoup plus vaste par les archéologues chinois actuels  : l'ensemble du Nord et du Nord-Est, qui comprend, outre Cishan-Beifudi et Peiligang (ce groupe précède les cultures de Yangshao de l'Est), la culture de Xinglongwa (vers le cours du fleuve Liao, et qui précède la culture de Zhaobaogou-Hongshan), la culture de Houli (au Nord des monts Taiyi, et qui précède la culture de Dawenkou), et enfin le groupe Baijia-Dadiwan I (Laoguantai), dans le cours des rivières Wei et Han, qui précède les cultures de Yangshao de l'Ouest. Les sites de ce vaste ensemble se situent dans les bassins de régions montagneuses, ou sur les pentes de ces montagnes, mais aussi très souvent dans des plaines inondables. Ces localisations ont été interprétées, à cette époque de réchauffement et d'humidification de zones qui étaient arides, par la proximité de ressources naturelles: les zones montagneuses étaient couvertes de chênes. Le gland aurait été l'aliment dominant à cette époque de ce groupe de cultures, avec haricots, tubercules et millet.
Elle appartient à la période qui suit les toutes premières apparitions de poterie en Chine, une période où la subsistance est assuré par la chasse et la cueillette avec parfois l'apport du chien et du porc, mais avec des habitats semi permanents; une période de néolithisation très lente et non continue. 
La culture de Cishan-Beifudi est datée vers 6500-5000 avant l'ère commune. Elle est plus ou moins contemporaine des cultures de Peiligang et Laoguantai (laquelle est souvent appelée Culture de Dadiwan I en raison d'un site plus riche du point de vue archéologique). Comme les cultures de Cishan et de Peiligang ont de nombreuses caractères communs elles sont souvent prises dans un ensemble commun « Peiligang-Cishan »: on y a pratiqué épisodiquement des petites cultures du millet des oiseaux.
Elle est contemporaine, dans la Grande plaine du Nord de la Chine, de celle de Houli (6500-500), au Shandong, et de Baijia-Dadiwan I (vers 6000-5000), sur les bords de la rivière Wei et dans le cours supérieur de la rivière Han.

## Cadre environnemental et subsistance

### Cishan
Les quelque douze sites découverts sur des terrasses sur le piedmont Est des monts Taihang portent l'appellation de culture de Cishan-Befudi. Le site actuel de Cishan est situé à une vingtaine de mètres au-dessus du niveau de la rivière mais celle-ci passait bien plus haut à cette époque. L’étendue du site n’a pas été décelée sur sa totalité., mais sur les 2500 m de la fouille actuelle (en 2012) on a découvert 474 fosses, deux fondations d’habitation et 2000 objets.
Les objets utilisés partagent de fortes relations avec les traditions culturelles de début de l'Holocène: microlithes, mortiers de pierre et vaisselle à fond plat.
Les objets que l'on y a trouvés ont été datés de 6500-5000 avant l'ère commune grâce à des datations par le carbone 14. Les céramiques de la culture Cishan comptent donc parmi les plus anciennes des cultures néolithiques au monde, avec celles de la culture de Peiligang (7000-5000) et quelques autres, en Chine et celles de Hassuna (6500-6000) et Samarra, en Mésopotamie. Mais des sites bien plus anciens tant en Chine du Sud qu'au Japon ont démontré que des cultures de chasseurs-cueilleurs pratiquant la chasse avec des outils de pierre taillée (paléolithiques) ont aussi réalisé des terres cuites, bien sûr à basse température, mais néanmoins bien plus anciennes que celles de Cishan-Peiligang, vers 17000 - 16000 avant l'ère commune.
Les céramiques à fond plat qui dominent comportent des jarres, des coupes, des assiettes et des plats tripodes. Les outils de pierre, d’os et de coquillage que l’on a retrouvé conviennent pour le travail du bois (haches, herminettes, ciseaux à bois), pour creuser (bêches), chasser et pécher (pointes de lances, harpons…) et peut-être pour récolter des céréales (ou d’autres plantes) : faucilles. On a trouvé aussi 120 meules plates, sur quatre pieds, et leurs rouleaux broyeurs, c'est-à-dire 12,5 % du total des outils de pierre.
Si l’on a longtemps pensé que ce site était exemplaire d’une production intensive de millet comme semblait l’indiquer la présence de 80 fosses de stockage contenant des épais dépôts de millet. Les résultats actuels sont contestables et on attend de plus amples études sur cette question. En fait, l’extrême rareté des faucilles, soit 0,6 % du total, met en question l’idée d’une production « intensive ». Par ailleurs comme on a retrouvé de nombreux restes de noix, noisettes et micocouliers, les meules plates semblent avoir plutôt été destinées à la consommation de ces noix. Les meules et leurs rouleaux ont été souvent associés avec des céramiques à fond plat et leurs supports de cuisson et d’autres articles de cuisine. Ces ensembles ont été étudiés en comparaison avec les cultures des Aborigènes d’Australie et on y a reconnu le nécessaire pour la préparation des plantes sauvages, avec dalles et molettes que les femmes habituellement dans un cadre de travail en commun. Dans le cas de Cishan il pourrait s’agir d’un tel usage, avec l’apport complémentaire de noix et de céréales.
Par contre les instruments liés à la chasse et à la pêche sont considérables et correspondent au nombre important des restes d’animaux consommés : 36 espèces, dont 6 espèces de daims, des carnivores, des porcs, des chiens, des poulets, des poissons et fruits de mer.
Le grand nombre de fosses de stockage, les pierres à broyer, la présence de porcs et de chiens, tout ceci laisse supposer une vie sédentaire importante. Les tripodes, peu nombreux, reflètent l’émergence d’un style artistique qui convient à un mode de vie qui se sédentarise. Par contre l’ensemble pot-supports peut être aisément transportable compatible avec une économie de prédation qui aurait largement complété les débuts d’une économie de production, dans ce village de sédentaires mais où la chasse et la cueillette, de ces chasseurs-cueilleurs en voie de sédentarisation, nécessitaient une mobilité possible et simple.

### Beifudi
Le site se trouve sur les terrasses d'une petite vallée. Seulement une partie des résultats a été publiée. Mais déjà on peut distinguer un espace consacré aux habitations à demi enterrées (14 actuellement publiées, entre 15 et 6,5 m2), et un autre consacré à une petite place (90 m2) qui comporte des petites fosses de stockage (9) et une grande. Les petites contenaient des objets manifestement d'usage courant mais qui étaient cachés: meules, haches, piques, vaisselle de céramique et ornements. Le sol des habitations  était couvert de galets et d'épais dépôt dus au travail de la pierre, sur place. Ces deux facteurs ont laissé penser aux archéologues que ce site était utilisé à la fois lors de séjours de longue durée et à la fois en tant que campement de chasseurs-cueilleurs itinérants.
Des masques plats aux dimensions d'un visage et munis d'orifices pour les yeux, ont été découverts dans plusieurs habitations, mais brisés. On en a déduit que ceux-ci intervenaient dans des rituels liés à l'habitation.
Une étude détaillée des dépôts a permis d'étayer l'image d'une population de chasseurs-cueilleurs semi sédentaires faisant une abondante consommation de noix et de glands lors de ses séjours passagers dans ce site. Les caches d'objets en état d'être réutilisés (dans des fosses peu profondes et situées sur la place) vont aussi dans ce sens, pour un usage limité, saisonnier, lors des périodes de cueillette des noix (les débris de noix se trouvent exclusivement dans les habitations d'environ 15 m2) et des glands. Aucun ossement signalé, ce qui laisse entrevoir une zone peu propice à la chasse.

### Conclusion
Ces deux modes d'habitat, l'un saisonnier l'autre permanent permettent de penser que ces populations avaient différentes stratégies de subsistance : tandis qu'une partie de la population faisait usage de camps saisonniers, le reste de la communauté restait dans les camps permanents. La nature de l'environnement influait sur ces choix qui sont des pratiques communes tout au long de cette phase finale de la néolithisation de cette population ou si l'on préfère : la première phase néolithique, en Chine.

## Les formes: outils, céramiques...
- Quelques céramiques de la culture de Cishan que l'on peut comparer avec leurs quasi-contemporaines dans la région de la Plaine centrale à l'article : Cultures pré-Yangshao (vers 5500-4500) : Peiligang, Baoji...

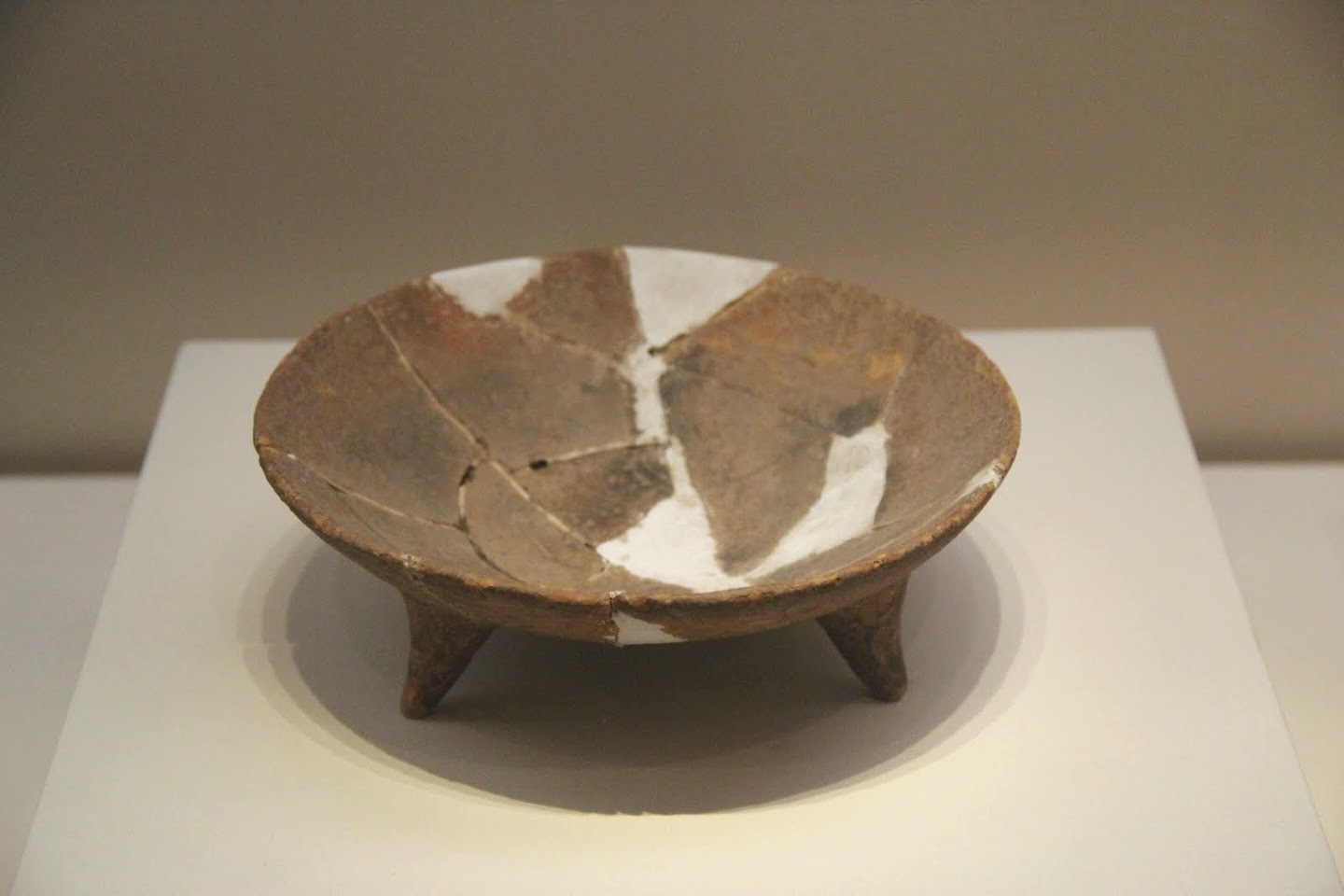
Bol tripode. Terre cuite lissée et lustrée. Culture de Cishan. Hebei. Musée national de Chine
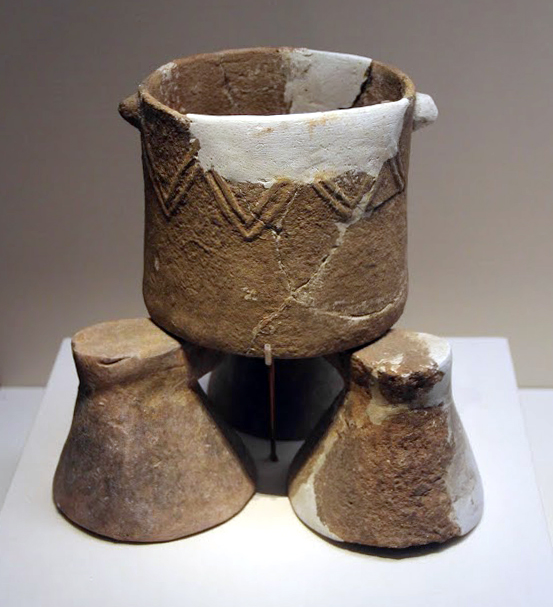
Chaudron sur ses supports. Terre cuite à décor géométrique. Culture de Cishan. Site de Cishan, Wu'an, Hebei 1977. Musée national de Chine